# Holorusia mikado
Holorusia mikado är en tvåvingeart som först beskrevs av John Obadiah Westwood 1876.  Holorusia mikado ingår i släktet Holorusia och familjen storharkrankar. Inga underarter finns listade i Catalogue of Life.